# Ogilvie (Minnesota)
Ogilvie es una ciudad ubicada en el condado de Kanabec en el estado estadounidense de Minnesota. En el Censo de 2010 tenía una población de 369 habitantes y una densidad poblacional de 152,38 personas por km².

## Geografía
Ogilvie se encuentra ubicada en las coordenadas 45°49′49″N 93°25′23″O / 45.83028, -93.42306. Según la Oficina del Censo de los Estados Unidos, Ogilvie tiene una superficie total de 2.42 km², de la cual 2.42 km² corresponden a tierra firme y (0.11%) 0 km² es agua.

## Demografía
Según el censo de 2010, había 369 personas residiendo en Ogilvie. La densidad de población era de 152,38 hab./km². De los 369 habitantes, Ogilvie estaba compuesto por el 98.92% blancos, el 0% eran afroamericanos, el 0.27% eran amerindios, el 0% eran asiáticos, el 0% eran isleños del Pacífico, el 0% eran de otras razas y el 0.81% pertenecían a dos o más razas. Del total de la población el 0.27% eran hispanos o latinos de cualquier raza.